# Autopista Struma
La Autopista Struma, designada A3, es una autopista del sur de Bulgaria, que conecta Autopista Lyulin (A6), en la capital del país, Sofía, con la frontera de Grecia. Su longitud proyectada es de 156 kilómetros y consiste en una moderna autopista de dos carriles en cada dirección, arcenes pavimentados, espacio central y medidas que cumplen con los estándares de la Unión Europea.
La actual ruta E-79, también conocida como Carretera Europea 1, une esta región del suroeste de Bulgaria, habiéndose consolidado como la columna vertebral que conecta al tráfico de Europa Central y del Este con Grecia. La autopista lleva el nombre del Río Struma, dado que la traza de la misma corre de manera paralela al mencionado río.

## Recorrido de la Autopista Struma
La A3 nace en la Autopista Lyulin, una vía rápida que discurre por el oeste de la ciudad de Sofía, atravesando las Montañas Lyulin y arribando a la cercana ciudad de Pernik. 
La autopista Lyulin fue inaugurada en el año 2011 y tiene unos 19 kilómetros de longitud.
Posteriormente, en diversas etapas (denominadas Lotes), se fue construyendo la Autopista Struma, que circula de forma paralela a la ruta E-79, las vías del ferrocarril y el Río Struma.
Los primeros tramos en inaugurarse fueron los que unen la Autopista Lyulin con las localidades de Dolna Dikanya y Dupnitsa, en el año 2013. Posteriormente se completó la traza que une Dupnitsa con la ciudad de Blagoevgrad en 2015. En ese mismo año se completó también un sector al sur de la traza, que une la frontera griega con el sur de la ciudad de Sandanski.
El día 17 de diciembre de 2018, quedó inaugurado el tramo entre Sandanski y la localidad de Kresna. Mientras que el gobierno declaró que a partir de ese momento, la Autopista Lyulin pasaría a ser considerada como parte de la Autopista Struma, adoptando este último nombre.
Para el mes de agosto de 2019, las autoridades planean culminar las obras en el sector de la Autopista Struma que une la ciudad de Blagoevgrad con Krupnik.
Debido al relieve montañoso y áreas de gran riqueza natural ubicadas en el desfiladero del Río Struma, entre las localidades de Krupnik y Kresna, las obras de la futura autopista demandarán una rigorosa planificación, como así también una gran inversión y la construcción de numerosos puentes y túneles.
El Consejo de Ministros adoptó una hoja de ruta para la finalización de la autopista Struma. Según el calendario previsto, en febrero de 2025 se llevará a cabo un procedimiento de licitación pública para el diseño conceptual del tramo inacabado Simitli - Kresna. La ruta estará fuera del desfiladero de Kresna. Se espera que el acuerdo con un contratista se firme en junio. Hasta diciembre de 2027 debe haber un proyecto de inversión. Se espera que el tramo de 14 kilómetros esté listo en junio de 2031.La finalización del Struma también está relacionada con la seguridad nacional, subraya el Gobierno, porque proporciona conectividad de transporte con Rumanía y Grecia, que forman parte de la UE y la OTAN.
| Salida   | km desde Sofía | Proyectados | Destino                                              | Diseño | Estado Actual         |
| -------- | -------------- | ----------- | ---------------------------------------------------- | ------ | --------------------- |
|          | 0              |             | Sofía                                                |        | En servicio           |
|          | 4.6            |             | Malo Buchino                                         |        | En servicio           |
|          | 7.5            |             | Malo Buchino                                         |        | En servicio           |
|          | 10             |             | Lyulin                                               |        | En servicio           |
|          | 14             |             | Golemo Buchino                                       |        | En servicio           |
|          | 18,9           |             | Pernik,                                              |        | En servicio           |
|          | 26,7           |             | Studena                                              |        | En servicio           |
|          | 30,8           |             | Bosnek                                               |        | En servicio           |
|          | 33,2           |             | Staro Selo                                           |        | En servicio           |
|          | 37,1           |             | Dolna Dikanya                                        |        | En servicio           |
|          | 51,3           |             | Dupnitsa-norte                                       |        | En servicio           |
|          | 56,2           |             | Тúnel Krushovitsa                                    |        | En servicio           |
|          | 59,2           |             | Dupnitsa-sur, Kyustendil                             |        | En servicio           |
|          | 73,4           |             | Boboshevo                                            |        | En servicio           |
|          | 83,1           |             | Тúnel Kocherinovo                                    |        | En servicio           |
|          | 85,2           |             | Коcherinovo                                          |        | En servicio           |
|          | 90,8           |             | Blagoevgrad                                          |        | En servicio           |
|          |                | 365,4       | Blagoevgrad-sur                                      |        | En servicio           |
|          |                | 367,8       | Тúnel Zheleznitsa                                    |        | En construcción       |
|          |                | 371,6       | Simitlií, Bansko                                     |        | En construcción       |
|          |                | 376         | Krupnik                                              |        | En construcción       |
| Lote 3.2 |                | 376 – 401,7 | Desfiladero Río Struma (Krupnik-Kresna)              |        | Proyectado y licitado |
|          | 136,7          |             | Strumyani                                            |        | En servicio           |
|          | 147,7          |             | Sandanski                                            |        | En servicio           |
|          | 153,1          |             | Pétrich, Mélnik                                      |        | En servicio           |
|          | 159,2          |             | General Todorov                                      |        | En servicio           |
|          | 161,2          |             | Marikostinovo                                        |        | En servicio           |
|          | 163            |             | Pétrich                                              |        | En servicio           |
|          | 168,5          |             | Puesto fronterizo - Kulata; Grecia, Salónica, Atenas |        | En servicio           |